# Pentium II
Pentium II, 32 bitni procesor šeste generacije (P6), x86 mikroarhitekture predstavljen je 7. svibnja 1997. godine. Imao je 7,5 milijuna tranzistora i zapravo je poboljšana inačica procesora Pentium Pro koji je imao 5,5 milijuna tranzistora. Brzina rada Pentium II procesora kretala se od 233 pa do 450 MHz.
Na temelju procesora Pentium II, 1998. Intel razvija Celeron, zapravo oslabljeni i jeftiniji Pentium II. Celeron procesor nema L2 cachea ili je L2 naprosto onemogućen, u nekim slučajevima. 
Celeron procesor je primarno bio namijenjen manje zahtjevnim korisnicima, na primjer za uredsku obradu podataka (Microsoft Office) i slične zadaće.

## Jezgre i specifikacije

#### Klamath (80522)
- L1 cache: 16 + 16 KB (podaci+instrukcije)
- L2 cache: 512 KB, vanjski čip CPUa pola takta CPUa
- Sučelje: Slot 1
- MMX
- Front side bus: 66 MHz, GTL+
- Napon (VCore): 2,8 V
- Proces proizvodnje: 0.35 µm CMOS
- Razvijen: 7. svibnja 1997.
- Takt: 233, 266, 300 MHz

#### Deschutes (80523)
- L1 cache: 16 + 16 KB (podaci+instrukcije)
- L2 cache: 512 KB, vanjski čip CPUa pola takta CPUa
- Sučelje: Slot 1
- MMX
- FSB: 66, 100 MHz, GTL+
- Napon (VCore): 2,0 V
- Proces proizvodnje: 0.25 µm CMOS
- Predstavljanje: 26. siječnja 1998.
- Takt: 266 - 450 MHz
  - 66 MHz FSB : 266, 300, 333 MHz
  - 100 MHz FSB: 350, 400, 450 MHz

### Prijenosnici

#### Tonga (80523)
Mobile Pentium II
- L1 cache: 16 + 16 KB (podaci+instrukcije)
- L2 cache: 512 KB, vanjski čip CPUa pola takta CPUa
- Sučelje: MMC-1, MMC-2, Mini-Cartridge
- MMX
- Front side bus: 66 MHz, GTL+
- Napon (VCore): 1.6 V
- Proces proizvodnje: 0.25 µm CMOS
- Predstavljanje: 7. lipnja 1997.
- Takt: 233, 266, 300 MHz

#### Dixon (80524)
Mobile Pentium II PE ("Performance Enhanced")
- L1 cache: 16 + 16 KB (Podaci+Instrukcije)
- L2 cache: 256 KB, cijeli takt.
- Sučelje: BGA1, MMC-1, MMC-2, μPGA1
- MMX
- FSB: 66, 100 MHz, GTL+
- Napon (VCore): 1,5, 1,55, 1,6 V, 2,0 V
- Proces proizvodnje: 0.25 µm CMOS
- Predstavljanje: 25. siječnja 1999.
- Takt: 266 - 400 MHz

## Vanjske poveznice
- Lista PII, PIII i Celerona  Arhivirana inačica izvorne stranice od 19. travnja 2005. (Wayback Machine)
- CPU-INFO: Intel Pentium II, povijest  Arhivirana inačica izvorne stranice od 17. travnja 2021. (Wayback Machine)